# Caffrowithius lucifugus
Caffrowithius lucifugus är en spindeldjursart som först beskrevs av Beier 1959.  Caffrowithius lucifugus ingår i släktet Caffrowithius och familjen blindklokrypare. Inga underarter finns listade.